# 139
139（一百三十九）是138與140之間的自然數。

## 在數學中
- 第34個質數。前一個為137、下一個為149。
  - 第11对孿生質數，為（137、 139）。
  - 陳質數
  - 正則素數
  - 高斯質數之一。
- 第96個不尋常數，大於平方根的質因數為139。前一個為138、下一個為141。
- 第86個無平方數因數的數。前一個為138、下一個為141。
- 第61個十进制的等數位數。前一個為137、下一個為141。
- 快樂數